# Soneto 14
| «» Soneto 14 |
| --- |
| Not from the stars do I my judgment pluck; And yet methinks I have astronomy, But not to tell of good or evil luck, Of plagues, of dearths, or seasons' quality; Nor can I fortune to brief minutes tell, Pointing to each his thunder, rain and wind, Or say with princes if it shall go well, By oft predict that I in heaven find: But from thine eyes my knowledge I derive, And, constant stars, in them I read such art As truth and beauty shall together thrive, If from thyself to store thou wouldst convert; Or else of thee this I prognosticate: Thy end is truth's and beauty's doom and date. |
| –William Shakespeare |

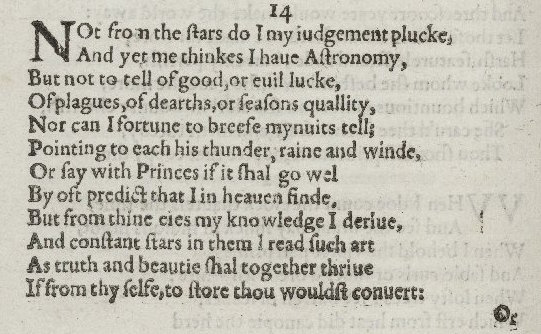
Soneto 14 de William Shakespeare.

Soneto 14 é um dos 154 sonetos de William Shakespeare. Apresenta-se como uma explícita declaração de amor. Neste soneto, o eu-lírico declara que possui o poder de prever o futuro, mas não através das estrelas ou de coisa parecida, e sim através dos olhos da pessoa a que o soneto é endereçado, olhos que venceriam a beleza e a verdade.

## Traduções
Na tradução de Thereza Christina Roque da Motta,
Não faço meus julgamentos pelas estrelas;
Embora conheça bem a astronomia,
Mas não para adivinhar o azar ou a sorte,
As pragas, as privações, ou as mudanças de estação;
Nem posso adivinhar o futuro próximo,
Dando a cada um a sua tormenta,
Ou dizer aos príncipes se tudo passará,
Predizendo o que apenas os céus podem trazer:
Porém, retiro a minha sabedoria de teus olhos,
E (eternas estrelas) neles entendo a sua arte,
Pois, juntos, vencerão a verdade e a beleza,
Se de teu próprio ser verteres o teu alento;
Senão, isto, eu prenunciaria:
Em ti toda a verdade e beleza findam.